# 坂井達弥
坂井 達弥（さかい たつや、1990年11月19日 - ）は、福岡県福岡市出身の元プロサッカー選手。ポジションはディフェンダー。元日本代表。

## 来歴
東福岡高校でキャプテンを務め、鹿屋体育大学に進学。大学3年時には、チームの大黒柱として8年ぶりの九州大学リーグ優勝に貢献した。
2012年、特別指定選手としてJリーグ・サガン鳥栖に選手登録。
登録5日後のナビスコカップ第1節・川崎フロンターレ戦に先発フル出場し、チームのJ1公式戦初勝利に貢献した。また、その週末のJ1第3節・横浜F・マリノス戦に途中出場し、リーグ戦デビューを果たした。同年8月には、2013年シーズンからの鳥栖への加入が内定。なお、8月までに通算試合出場時間がプロA契約締結条件に達したため、A契約での加入内定となった。
2014年は5月に慢性扁桃腺炎のため手術を行い、8月に右前脛骨筋筋損傷で離脱。同月、当時の日本代表監督であったハビエル・アギーレによりA代表に初選出。翌月に行われたキリンチャレンジカップ・ウルグアイ戦に先発出場し、日本代表初キャップを記録。
2015年、松本山雅FCに期限付き移籍 したが、一年間の予定を半年に短縮し、同年7月に鳥栖に復帰した。
2016年6月、V・ファーレン長崎に期限付き移籍。
2017年、大分トリニータに期限付き移籍。公式戦6試合の出場に留まり同年限りで大分、そして移籍元の鳥栖双方より契約満了となった。
トライアウトを経て2018年、モンテディオ山形に移籍。リーグ戦は5試合の出場に留まったが、同年の天皇杯では共にJ1所属の柏レイソル、川崎フロンターレ相手に得点をマークし、チームのベスト4入りに貢献した。2019年シーズン終了後、契約満了により山形を退団。
2020年1月31日、タイ・リーグ1のサムットプラーカーン・シティFCに加入。しかし、出場機会を得ることができず、12月23日にタイ・リーグ2のネイビーFCに2020-21シーズン終了まで期限付き移籍。2021年5月7日、ネイビーFCと来季の契約を締結した。
2024年8月20日、自身の公式SNSにて現役引退を発表した。

## 人物・エピソード
- 2018年1月1日に元ミス福岡大でタレントの内田夏美との入籍・結婚が発表された[18][19]。夏美は山形県の芸能事務所High Cloudに在籍している[20]。
- 「バンコク日本博2023」で、タイ在住日本人YouTuber「たっちゃん&なっちゃん」としてInfluencer in Japanese Lifestyle 2023に選出された。「たっちゃん」が本人で「なっちゃん」が妻の夏美。

## 所属クラブ
- 香椎東少年サッカークラブ
- アビスパ福岡U-12
- アビスパ福岡U-15
- 2006年 - 2008年 東福岡高校
- 2009年 - 2012年 鹿屋体育大学
  - 2012年 サガン鳥栖 (特別指定選手)
- 2013年 - 2017年 サガン鳥栖
  - 2015年1月 - 同年7月 松本山雅FC（期限付き移籍）
  - 2016年6月 - 同年12月 V・ファーレン長崎（期限付き移籍）
  - 2017年 大分トリニータ（期限付き移籍）
- 2018年 - 2019年 モンテディオ山形
- 2020年 - 2021年4月 サムットプラーカーン・シティFC
  - 2020年12月 - 2021年4月 ネイビーFC（期限付き移籍）
- 2021年5月 - 2022年 ネイビーFC

## 個人成績
| 国内大会個人成績 | 国内大会個人成績        | 国内大会個人成績 | 国内大会個人成績 | 国内大会個人成績             | 国内大会個人成績 | 国内大会個人成績 | 国内大会個人成績 | 国内大会個人成績 | 国内大会個人成績 | 国内大会個人成績 | 国内大会個人成績 |
| 年度             | クラブ                  | 背番号           | リーグ           | リーグ戦                     | リーグ戦         | リーグ杯         | リーグ杯         | オープン杯       | オープン杯       | 期間通算         | 期間通算         |
| 年度             | クラブ                  | 背番号           | リーグ           | 出場                         | 得点             | 出場             | 得点             | 出場             | 得点             | 出場             | 得点             |
| 日本             | 日本                    | 日本             | 日本             | リーグ戦                     | リーグ戦         | リーグ杯         | リーグ杯         | 天皇杯           | 天皇杯           | 期間通算         | 期間通算         |
| ---------------- | ----------------------- | ---------------- | ---------------- | ---------------------------- | ---------------- | ---------------- | ---------------- | ---------------- | ---------------- | ---------------- | ---------------- |
| 2009             | 鹿屋体大                | 23               | -                | -                            | -                | -                | -                | 3                | 0                | 3                | 0                |
| 2010             | 鹿屋体大                | 5                | -                | -                            | -                | -                | -                | 2                | 0                | 2                | 0                |
| 2012             | 鳥栖                    | 26               | J1               | 2                            | 0                | 4                | 0                | -                | -                | 6                | 0                |
| 2013             | 鳥栖                    | 5                | J1               | 14                           | 0                | 4                | 0                | 3                | 0                | 21               | 0                |
| 2014             | 鳥栖                    | 5                | J1               | 9                            | 0                | 3                | 0                | 1                | 0                | 13               | 0                |
| 2015             | 松本                    | 15               | J1               | 3                            | 0                | 4                | 2                | 0                | 0                | 7                | 2                |
| 2015             | 鳥栖                    | 13               | J1               | 0                            | 0                | 0                | 0                | 0                | 0                | 0                | 0                |
| 2016             | 鳥栖                    | 13               | J1               | 0                            | 0                | 1                | 0                | -                | -                | 1                | 0                |
| 2016             | 長崎                    | 2                | J2               | 12                           | 0                | -                | -                | 2                | 0                | 14               | 0                |
| 2017             | 大分                    | 35               | J2               | 4                            | 0                | -                | -                | 2                | 0                | 6                | 0                |
| 2018             | 山形                    | 35               | J2               | 5                            | 0                | -                | -                | 3                | 2                | 8                | 2                |
| 2019             | 山形                    | 15               | J2               | 2                            | 0                | -                | -                | 1                | 0                | 3                | 0                |
| タイ             | タイ                    | タイ             | タイ             | リーグ戦                     | リーグ戦         | リーグ杯         | リーグ杯         | FA杯             | FA杯             | 期間通算         | 期間通算         |
| 2020             | サムットプラーカーン・C |                  | T1               |                              |                  |                  |                  |                  |                  |                  |                  |
| 通算             | 日本                    | 日本             | J1               | 28                           | 0                | 16               | 2                | 4                | 0                | 48               | 2                |
| 通算             | 日本                    | 日本             | J2               | 23                           | 0                | -                | -                | 8                | 2                | 31               | 2                |
| 通算             | 日本                    | 日本             | 他               | -                            | -                | -                | -                | 5                | 0                | 5                | 0                |
| 通算             | タイ                    | タイ             | T1               | \|\|\|\|\|\|\|\|\|\|\|\|\|\| |                  |                  |                  |                  |                  |                  |                  |
| 総通算           | 総通算                  | 総通算           | 総通算           | 51                           | 0                | 16               | 2                | 17               | 2                | 84               | 4                |

- 2012年は特別指定選手
- 公式戦初出場 - 2012年3月20日 ヤマザキナビスコカップ第1節 川崎フロンターレ戦（ベストアメニティスタジアム）
- Jリーグ初出場 - 2012年3月24日 J1第3節 横浜F・マリノス戦（ベストアメニティスタジアム）

## 代表歴
- 2014年 日本代表

### 試合数
- 国際Aマッチ 1試合 0得点（2014年-）

| 日本代表 | 国際Aマッチ | 国際Aマッチ |
| 年       | 出場        | 得点        |
| -------- | ----------- | ----------- |
| 2014     | 1           | 0           |
| 通算     | 1           | 0           |

### 出場
| No. | 開催日       | 開催都市 | スタジアム | 対戦国     | 結果 | 監督     | 大会                       |
| --- | ------------ | -------- | ---------- | ---------- | ---- | -------- | -------------------------- |
| 1.  | 2014年9月5日 | 札幌     | 札幌ドーム | ウルグアイ | ●0-2 | アギーレ | キリンチャレンジカップ2014 |